# Gracillina prosthenia
Gracillina prosthenia là một loài bướm đêm trong họ Noctuidae.